# سارة كاي
سارة كاي (بالإنجليزية: Sarah Kay) (و. 1988  م) هي شاعرة، وكاتِبة أمريكية، ولدت في نيويورك.